# 吴世涌
吴世涌（英語：Stanley Goh），马来西亚画家，「世界吴氏卓越奖」得主。生于马来西亚霹雳州太平县。2017年获得「马来西亚十大杰出青年」的荣誉。2018年获第5届国际企业影响力奖颁奖礼评选为「马来西亚最具影响力艺术家名人奖」。

## 外部連結
吴世涌官方网站（页面存档备份，存于）